# Volcán Acatenango
El Acatenango es un estratovolcán de Guatemala, el tercer volcán más alto del país, Acatenango se encuentra unido al volcán de Fuego, y la unión de ambos, es conocida como «La Horqueta»; de hecho, el macizo de Fuego-Acatenango comprende una cadena montañosa de cinco o más volcanes de dirección norte-sur en forma perpendicular al arco centroamericano de Guatemala.  El macizo Fuego-Acatenango era originalmente referido por los colonos españoles como «los volcanes de Fuego».
El volcanismo en esta región se extiende por más de 200 000 años. Muchos de los cuales entran en actividad constantemente.
Este conjunto de volcanes alcanzan una altura de 3500 m s. n. m., por encima de la costa del Pacífico al sur del país; y por arriba de los 2000 metros encima de las tierras altas guatemaltecas, al norte. Comprende remanentes de múltiples centros de erupción, que periódicamente colapsan y producen enormes avalanchas de ruinas. La mayor de estas avalanchas se ha extendido por 50 km desde su inicio, cubriendo más de 300 km². El volcán tiene un enorme potencial para producir avalanchas que pueden anegar grandes áreas de la costa del pacífico. En la región aledaña a los volcanes viven más de 100 000 personas que están fuertemente expuestas a estos riesgos.
Las únicas erupciones históricamente conocidas ocurrieron en el siglo xx, entre los años 1924 y 1927, al norte de la cima del «Pico Mayor» y en diciembre de 1972 entre Yepocapa y «Pico Mayor».[cita requerida]

## Expediciones históricas

### Expedición de Eugenio Dussaussay de 1881

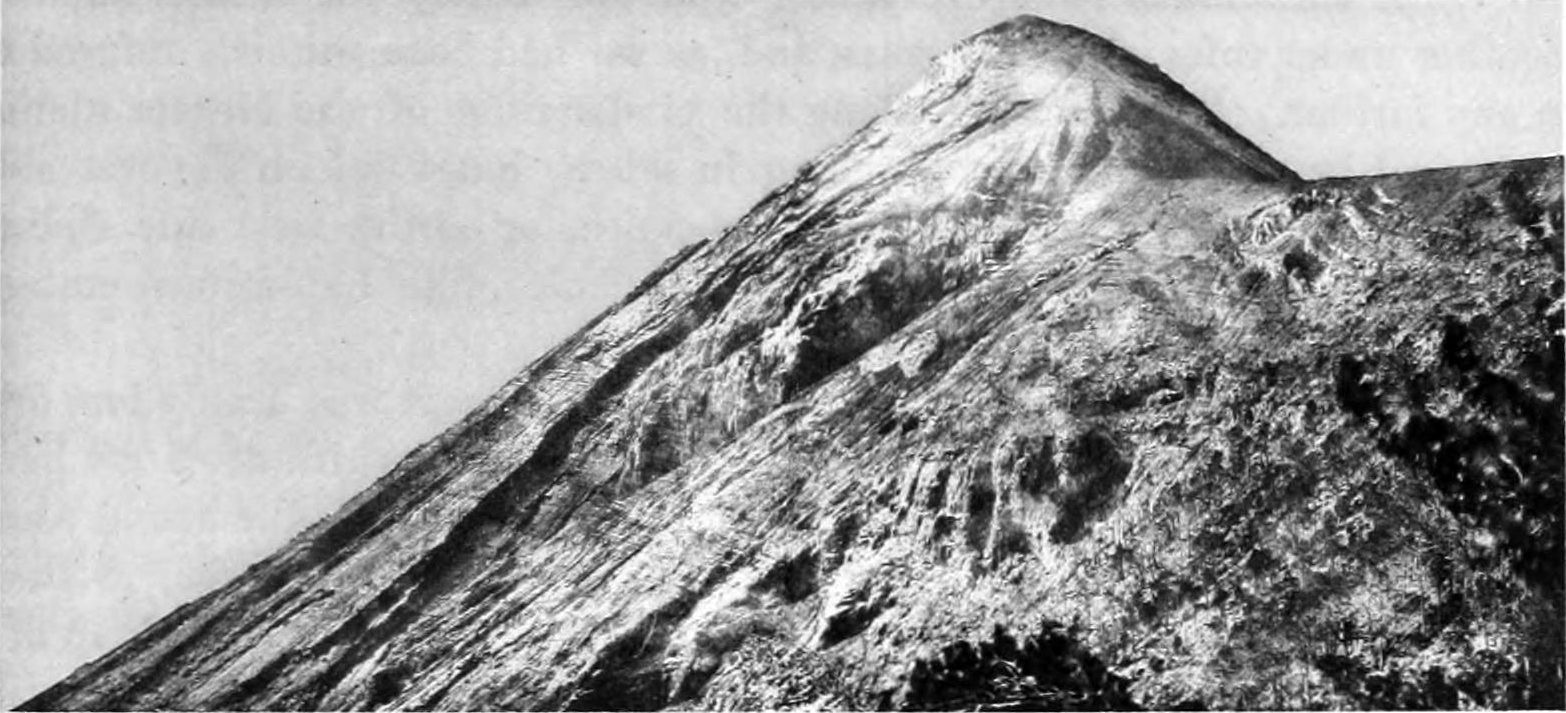
Pico del volcán de Fuego visto desde la meseta que lo separa del volcán Acatenango en 1899. Fotografía de Alfred Percival Maudslay.

En 1881, el escritor Eugenio Dussaussay relató su ascenso al Volcán de Fuego, entonces parcialmente inexplorado. Primero, necesitó pedir autorización para subir al volcán al Jefe Político de Sacatepéquez, quien les entregó una carta para el alcalde de Alotenango solicitándole que le prestara a los exploradores los auxilios necesarios para su expedición. Dussaussay y su acompañante, Tadeo Trabanino, tenían la intención de ascender al pico central, que todavía no había sido explorado, pero no encontraron guía y se conformaron con subir al cono activo, que había hecho erupción en 1880.
Su guía, el señor Rudecindo Zul, oriundo de Alotenango, y dos mozos de la localidad encaminaron a Dussaussay y a Trabanino hasta un lugar en la montaña conocido como meseta, ya llegando a los picos de los volcanes, pero de allí no pasaban por el temor que tenían los indígenas de la localidad al volcán; de hecho, sólo Zul se ofreció como guía, mientras que a los otros los obligó el alcalde a ir. Entre las provisiones que llevaban los exploradores había aguardiente para el guía y los mozos -condición única para acompañar la expedición-, instrumentos para ubicarse y armamento para defenderse de los tigres que habitaban el área en ese entonces.
La ascensión desde Alotenango se iniciaba con una marcha de cuatro leguas -aproximadamente dieciséis kilómetros- por una planicie hasta llegar a la primera cuesta, llamada «del Castillo» o «Gajoteachucuyo» y que consistía en las faldas más bajas del volcán. La región presentaba una asombrosa vegetación con robles, encinas con bellotas, aguacates y amates entre otros muchos árboles. Al salir de la cuesta del Castillo, la montaña se hacía mucho más espesa: los árboles eran menos elevados, pero se encontraban en mucho mayor cantidad y como hacía ocho meses que nadie había subido hasta allí, Zul y sus mozos tuvieron que abrir un sendero con machetes.
A medida que iban ascendiendo empezaron a advertir grandes masas de vapor acuoso flotando por el aire que eran llevada por el viento en todas direcciones mientras que las que eran más densas quedaban reclinadas sobre la montaña o se extendían por largos trechos. Cuando llegaron al lugar conocido como el «Cipresal» -por haber en él seis cipreses- los envolvió una densa niebla cuyos glóbulos podían distinguir flotando lentamente por el aire y sin caer a tierra. Cuando Dussaussay midió la temperatura esta era de tan sólo dos grados sobre cero; poco después el vapor condensado empezó a caer en forma de un fuerte aguacero.
Al salir del Cipresal, la vegetación de lugar cambió nuevamente, y predominaban castaños silvestres pues éstos prefieren tierras altas. Los exploradores pasaron allí la noche, improvisando una choza con horcones, ramas y hojas y barriendo la lava que había sobre el suelo; al amacener, desde el lugar en que se encontraban podían divisar Escuintla y el Océano Pacífico al sur, el Volcán de Agua al este y Antigua Guatemala y la Ciudad de Guatemala al noroeste. Al norte los bloqueaba el pico central del propio volcán de Fuego.
Los exploradores continuaron escalando, y llegaron al punto que los indígenas de Alotenango llamaban la «primera meseta» y de donde ya no pasó Zul; sólo un mozo acompañó a Duassaussay y a Trabanino hasta la «segunda meseta», que es la que lleva al cráter del volcán. Cuando ascendieron hacia la segunda meseta ya sólo había raquíticos pinos y ya no había fauna; la vegetación poco a poco iba disminuyendo y cuando llegaron a la meseta había desaparecido por completo. Ya solos, los exploradores comprendieron por qué los indígenas no pasaban de esta meseta: el lugar consistía de un filón de solo unos treinta centímetros de ancho dejando a ambos lados profundos precipicios y por el mismo corría un viento tan fuerte, que los arrojó al suelo. Duassaussay y Trabanino bordearon el filón y como pudieron llegaron al pie de la peña que forma la base del pico y con mucha dificultad lograron acercarse al cráter, pero no pudieron verlo porque estaba ladeado y un poco más abajo de la cúspide del volcán. Lo que sí percibieron era que, a pesar de estar a ocho grados bajo cero, el fuerte calor de la piedra que pisaban y el olor sulfuroso que emanaba del humo que arrojaba el volcán. Luego de dieciséis horas de penoso ascenso, el regreso fue de apenas cuatro horas.

### Expedición de Alfred Maudslay de 1892

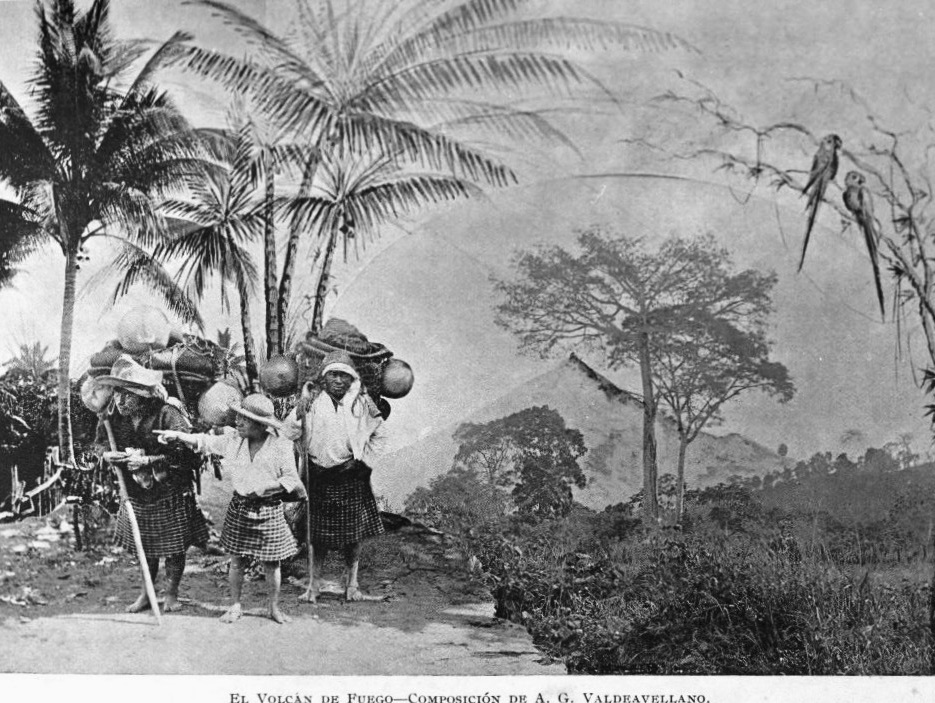
Composición fotográfica del Volcán de Fuego en 1897 realizada por Alberto G. Valdeavellano para La Ilustración Guatemalteca.

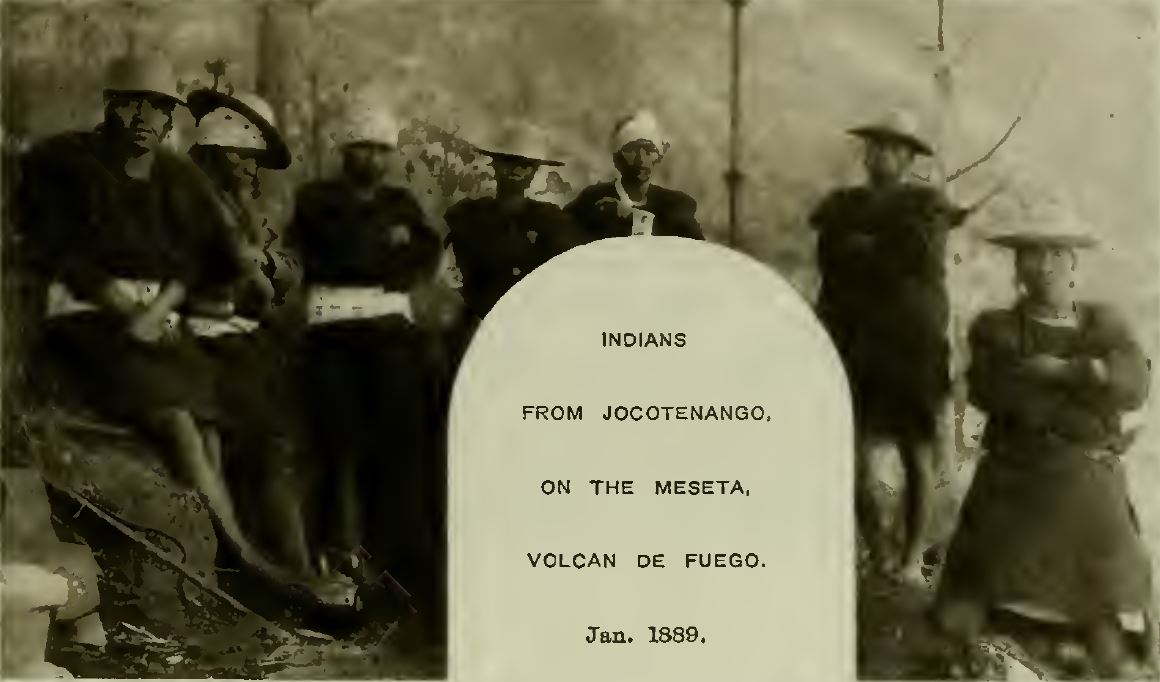
Indígenas de Jocotenango en la meseta del Volcán Fuego en 1889. Fotografía de Alfred Percival Maudslay.

El 7 de enero de 1892 el arqueólogo inglés Alfred Percival Maudslay y el Dr. Otto Stoll, quien residía en Antigua Guatemala, iniciaron el ascenso al volcán desde Alotenango, llevando siete mozos con comida, ropa y equipo de campamento. Cabalgaron durante una hora hacia la montaña hasta que las mulas no pudieron seguir y las enviaron de regreso al poblado con un mozo.  Las primeras dos horas de ascenso no fueron muy pronunciadas, pero era pesado caminar sobre el follaje y hojas secas abriéndose camino entre el espeso bosque.  Luego continuaron por una escarpada vereda construida en el bosque y no fue sino hasta que llegaron a los 2900 m s. n. m. que pudieron ver el pico del volcán por primera vez. Las laderas del pico del volcán ya no tenían vegetación y los barrancos próximos estaban cubiertos de ceniza volcánica y roca derretida.
Maudslay y Stoll continuaron el ascenso hasta llegar a un punto en el que los indígenas locales habían limpiado unos cuantos metros de terreno a 3425 m s. n. m. y decidieron acampar para pasar allí la noche. Los indígenas colocaron un muro improvisado de ramas de pino para aminorar la fuerza del viento; el frío era tan intenso que los escaladores tuvieron dificultades para conciliar el sueño esa noche.  A la mañana siguiente, reiniciaron el ascenso y llegaron hasta la Meseta, que es la cumbre del macizo montañoso que estaban escalando y se encuentra a 3700 m s. n. m. Al norte les quedaba la cumbre del volcán Acatenango, la más alta de los tres conos y que estaba cubierta con árboles de pino casi hasta la cima, y al sur, la del volcán de Fuego.
Los mozos no quisieron continuar más allá de la meseta, por lo que Stoll y Maudslay continuaron solos por el borde de la Meseta, que era lo suficientemente ancha para que una persona pudiera pasar cómodamente, pero que tenía un abismo en su lado este y unas laderas llenas de rocas y material volcánico en el oeste.  El ascenso de 150 m hasta el cráter fue sumamente difícil, y se vieron obligados a usar varas de apoyo y numerosos descansos para poder llegar.  Finalmente alcanzaron la cima y pudieron divisar hacia el interior del cráter, que Maudslay describió así:
«El cráter era un agujero de casi cien pies de profundidad, casi completamente rodeado de rocas deshechas y humeantes cubiertas con depósitos sulfurosos y cayendo a zonas más profundas en el lado opuesto al que me encontraba, pero que no podía ver por las salientes de rocas que me cubrían la vista. Quizá lo más curioso de la montaña es el hecho de que se eleva muy regular y gradualmente a un punto agudo, en donde los dos nos pudimos sentar y poder divisar todo a nuestro alrededor.  Los gases que emanaban del volcán no eran nada agradables, pero afortunadamente el viento estaba a nuestro favor».  Tras un breve descanso en la Meseta, retornaron a Alotenango a donde llegaron después de unas cuantas horas.

## Panorama

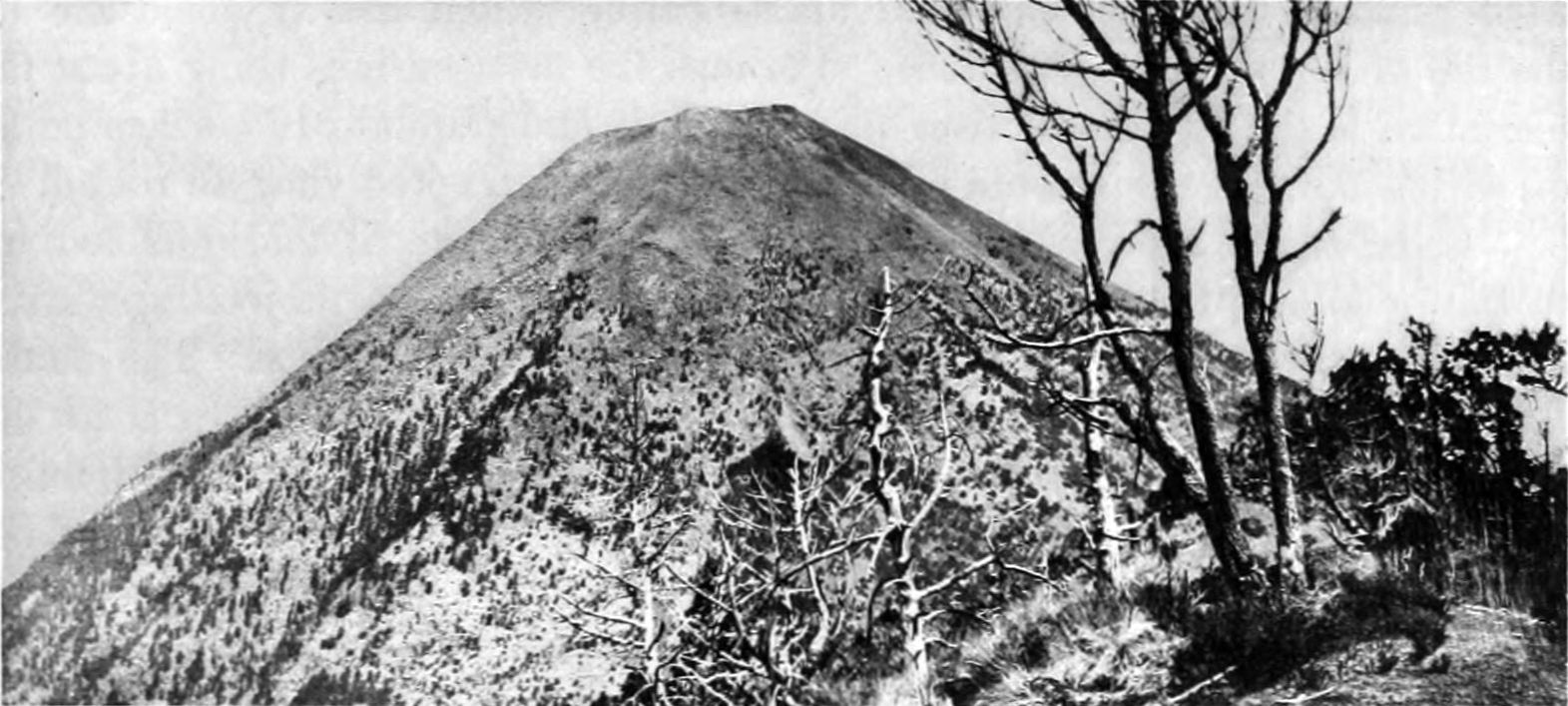
Pico del volcán Acatenango visto desde la meseta que lo separa del volcán de Fuego en 1889. Fotografía de Alfred Percival Maudslay.

Desde la cumbre del volcán de Acatenango se puede observar el volcán de Fuego y el "camellón" que los une. Al noroeste se puede ver el volcán Santa María en Quetzaltenango, San Pedro, Tolimán y Atitlán en Sololá, y si está despejado, el volcán Tajumulco en San Marcos. Hacia el sureste se pueden distinguir los volcanes de Agua en Sacatepéquez y Pacaya en Escuintla.
El volcán de Acatenango se encuentra cercano a la Ciudad de Guatemala y es el tercero más alto de la República. A veces, en la época fría (invierno (octubre-febrero)), se cubre de escarcha o nieve y puede verse desde la capital su cono blanco, aunque no es muy común, pero si ocasionalmente caen nevadas. El 14 de abril de 2010 se presentó una nevada sobre su cumbre, pudiéndose apreciar desde la Costa Sur del país y la Ciudad de Guatemala.

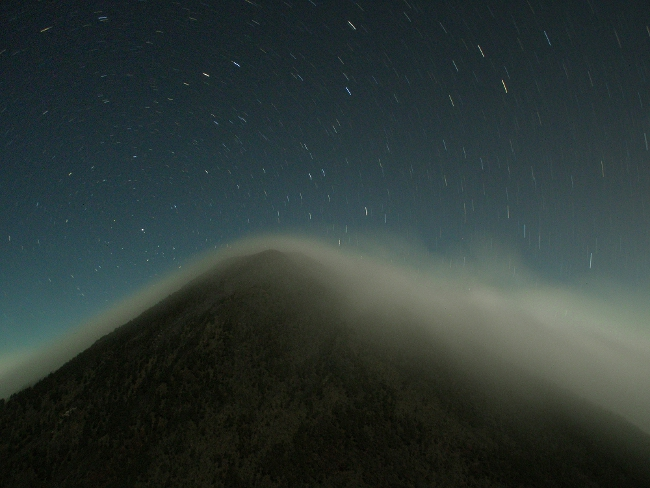
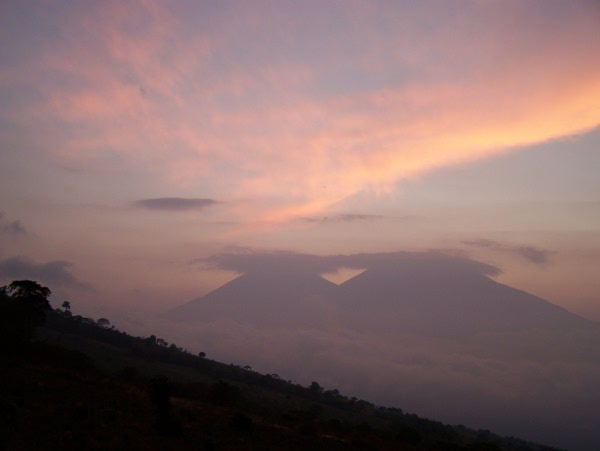

## Datos Curiosos
- El Volcán Acatenango, junto con los volcanes de Fuego, Atitlán, Agua e Ipala, se encuentran dentro del listado de los 13 volcanes más visitados de Guatemala.
- La entrada principal al Volcán Acatenango es la Aldea La Soledad, el nombre de esta proviene de la hija del antiguo terrateniente, ya que se llamaba Soledad.
- Don Martín Sis fue la primera persona en escalar el Volcán Acatenango y comenzó a hacer esto cuando tenía 16 años. Fue uno de los primeros guías que trabajó en esta montaña.